# Aciphylla ferox
Aciphylla ferox là một loài thực vật có hoa trong họ Hoa tán. Loài này được W.R.B.Oliv. mô tả khoa học đầu tiên năm 1956.